# Святая Агата (фильм)
«Святая Агата» (англ. St. Agatha) — фильм ужасов режиссёра Даррена Линн Боусмана. Премьера состоялась на фестивале «Оверлук» 19 апреля 2018 года. 8 февраля 2019 он вышел в ограниченный прокат. Съёмки длились с апреля 2017 по декабрь 2018.

## Сюжет
Мошенница Мэри сбегает от отца-тирана после того, как её младший брат Вильям погибает разбившись в ванной. Когда Мэри узнаёт, что она беременна, она уходит в монастырь. В монастыре Мэри становится свидетельницей крайне жестокого обращения с послушницами. Ночью Мэри утаскивают в подвал, где её несколько раз запирают в гробу, до тех пор, пока она не принимает крестильное имя «Агата». Мэри пытается сбежать, но попадает в капкан и её возвращают в монастырь. Джимми, парень Мэри, приезжает навестить её, но Мэри, опасаясь за него, просит, чтобы он ушёл. Послушница Сара рассказывает Мэри предположение, что её сын Дэвид жив, тем самым нарушает обет молчания. В наказание Сару заставляют отрезать себе язык.
Мэри пытается сбежать вместе с послушницей Дорис, но настоятельница вырубает их. Очнувшись на чердаке, Мэри находит там труп Джимми. Мэри угрожает вызвать полицию, настоятельница даёт ей это сделать, зная, что Мэри не поверят. Мэри пытается показать полиции труп Джимми, но его убрали. Настоятельница убеждает полицейских, что Мэри не в себе и склонна причинять себе вред. В наказание Мэри ломают ногу тисками. Тем временем начинаются роды у послушницы Кэтрин, её ребёнка продают богатой бездетной семье, а её саму убивают.
В кабинете настоятельницы Мэри находит данные о проданных детях (в том числе сына Сары) и деньги. Мэри подкупает трёх монахинь, и они берут в заложники настоятельницу и запирают её в гробу. Послушницы отравляют остальных монахинь. Мэри сбегает, но у неё начинаются роды. Оставшаяся сестра Пола принимает роды у Мэри и пытается забрать ребёнка, но Мэри убивает Полу задушив её с помощью цепи. В монастырь прибывает полиция и находит в нём гроб с настоятельницей.

## В ролях
- Сабрина Керн — Мэри («Агата»)
- Кэролайн Хеннеси — мать-настоятельница
- Трин Миллер — Пола
- Ханна Файрман — Сара
- Кортни Хэлверсон — Кэтрин
- Джастин Майлз — Джимми
- Джейсон Уорнер Смит — отец Мэри

## Критика
На вебсайте-аггрегаторе Rotten Tomatoes фильм имеет 63% одобрения со средней оценкой 5.60 из 10 на основе 24 рецензий. Критический консенсус вебсайта гласит: «„Святая Агата“ по общему признанию, неравномерно использует изношенные религиозные тропы своего сюжета, но общее действие всё же может быть достаточно пугающим для любителей ужасов». На Metacritic имеет 63 баллов из 100 на основе 4-х рецензий, что соответствует статусу «В основном положительные отзывы».